# Сплит (баскетбольный клуб)
«Сплит» — хорватский баскетбольный клуб. Выступает в Лиге чемпионов ФИБА, Адриатической лиге и чемпионате Хорватии.

## История
В 1945 году в Сплите была создана баскетбольная команда «Хайдук». В 1971 году клуб, в то время именовавшийся «Югопластика», впервые стал чемпионом Югославии. В 1972 году клуб вышел в финал Кубка европейских чемпионов, где уступил «Варезе» 70-69. В 1988—1991 гг. «Югопластика» выиграла три розыгрыша Кубка европейских чемпионов, четыре первенства Югославии, два кубка страны. Затем Югославия исчезла с лица земли, развалившись на несколько государств. Это не могло не отразиться на команде, которая уже потеряла авторитет в Европе, и в Хорватии, хотя клуб и выиграл несколько кубков страны, но в чемпионате успехов не было. Однако в 2003 году команда всё же выиграла чемпионат страны. Сейчас «БК Сплит» играет в сильнейшей лиге Хорватии.

## Достижения
- Победитель Кубка европейских чемпионов: 1989, 1990, 1991
- Финалист Кубка европейских чемпионов: 1972
- Чемпион Югославии: 1971, 1977, 1988, 1989, 1990, 1991
- Чемпион Хорватии: 2003
- Кубок Югославии: 1972, 1974, 1977, 1990, 1991
- Кубок Хорватии: 1992, 1993, 1994, 1997, 2004
- Кубок Корача: 1976, 1977

## Известные игроки
- Петар Сканси
- Тони Кукоч
- Дино Раджа
- Велимир Перасович
- Душко Иванович
- Никола Вуйчич
- Зоран Савич
- Дамир Мршич
- Никола Пркачин
- Андрия Жижич
- Жан Табак
- Эрмал Кортоглу
- Майкл Рэй Ричардсон
- Юрий Здовц
- Драган Бендер
- Крешимир Лончар
- Роко Укич

## Результаты
Результаты в последних по времени сезонах:
| Сезон   | Лига               | Регулярный | За право остаться | Раунд чемпионов | Плей-Офф     |
| ------- | ------------------ | ---------- | ----------------- | --------------- | ------------ |
| 2009-10 | А1                 | 6          | 10                | нет             | нет          |
| 2010-11 | А1                 | 1          | нет               | 6               | нет          |
| 2011-12 | А1                 | 3          | нет               | 3               | Полуфиналист |
| 2012-13 | А1                 | нет        | нет               | 6               | нет          |
| 2012-13 | Адриатическая лига | 14         |                   |                 | нет          |
| 2013-14 | А1                 | 7          | 10                | нет             | нет          |